# Keith Jennings (calciatore)
Keith Jennings (22 agosto 1977) è un ex calciatore bermudiano, di ruolo centrocampista.

## Carriera

### Club
Jennings ha iniziato la sua carriera in patria con il Vasco da Gama, e in seguito ha giocato per il Kochin in India e il North Village Rams nella massima serie bermudiana prima di unirsi ai Bermuda Hogges nella USL Second Division nel 2008.
La sua carriera da giocatore si è conclusa dopo che si è rotto la milza e ha dovuto rimuovere un rene dopo una collisione mentre giocava con i Southampton Rangers nel 2010.

### Nazionale
Ha fatto il suo debutto con la nazionale bermudiana nel settembre 2006 in una partita valida per le qualificazioni alla CONCACAF Gold Cup contro le Isole Vergini americane. Con la nazionale ha giocato complessivamente sei partite, realizzando anche una rete.
La sua ultima partita con la nazionale è stata un'amichevole nel marzo 2007 contro il Canada.

## Statistiche

### Cronologia presenze e reti in nazionale
| Cronologia completa delle presenze e delle reti in nazionale ― Bermuda | Cronologia completa delle presenze e delle reti in nazionale ― Bermuda | Cronologia completa delle presenze e delle reti in nazionale ― Bermuda | Cronologia completa delle presenze e delle reti in nazionale ― Bermuda | Cronologia completa delle presenze e delle reti in nazionale ― Bermuda | Cronologia completa delle presenze e delle reti in nazionale ― Bermuda | Cronologia completa delle presenze e delle reti in nazionale ― Bermuda | Cronologia completa delle presenze e delle reti in nazionale ― Bermuda |
| Data                                                                   | Città                                                                  | In casa                                                                | Risultato                                                              | Ospiti                                                                 | Competizione                                                           | Reti                                                                   | Note                                                                   |
| ---------------------------------------------------------------------- | ---------------------------------------------------------------------- | ---------------------------------------------------------------------- | ---------------------------------------------------------------------- | ---------------------------------------------------------------------- | ---------------------------------------------------------------------- | ---------------------------------------------------------------------- | ---------------------------------------------------------------------- |
| 27-9-2006                                                              | Charlotte Amalie                                                       | Isole Vergini Americane                                                | 0 – 6                                                                  | Bermuda                                                                | Qual. Gold Cup 2007                                                    | 1                                                                      | 30’                                                                    |
| 29-9-2006                                                              | Charlotte Amalie                                                       | Bermuda                                                                | 3 – 1                                                                  | Rep. Dominicana                                                        | Qual. Gold Cup 2007                                                    | -                                                                      | 58’                                                                    |
| 19-11-2006                                                             | Saint Michael                                                          | Bermuda                                                                | 0 – 3                                                                  | Saint Vincent e Grenadine                                              | Qual. Gold Cup 2007                                                    | -                                                                      | 62’                                                                    |
| 21-11-2006                                                             | Saint Michael                                                          | Bahamas                                                                | 0 – 4                                                                  | Bermuda                                                                | Qual. Gold Cup 2007                                                    | -                                                                      |                                                                        |
| 23-11-2006                                                             | Saint Michael                                                          | Barbados                                                               | 1 – 1                                                                  | Bermuda                                                                | Qual. Gold Cup 2007                                                    | -                                                                      | ?’                                                                     |
| 25-3-2007                                                              | Devonshire                                                             | Bermuda                                                                | 0 – 3                                                                  | Canada                                                                 | Amichevole                                                             | -                                                                      |                                                                        |
| Totale                                                                 |                                                                        | Presenze                                                               | 6                                                                      |                                                                        | Reti                                                                   | 1                                                                      |                                                                        |